# Dianadekolleté
Das Dianadekolleté ist ein asymmetrischer Ausschnitt, der eine Schulter völlig entblößt.
Diese Form des Dekolletés ist seit der 2. Hälfte des 19. Jahrhunderts immer wieder in Mode gewesen. Seinen Ursprung hatte diese Ausschnittform bei der betont mondänen Abendgarderobe französischer Halbweltdamen. Erst die Modeschöpferin Elsa Schiaparelli machte diesen Ausschnitt in den 1930er-Jahren gesellschaftsfähig. Von 1978 bis 1980 war er auch beim Schnitt von Sommerkleidern und T-Shirts populär.